# Diocèse de Kankan
Le diocèse de Kankan est un diocèse de l'Église catholique en Guinée, ayant pour siège la deuxième ville du pays, Kankan.

## Histoire
La préfecture apostolique de Kankan est créée le 12 mai 1949, par démembrement du vicariat apostolique de la Guinée française. Ce dernier est alors renommé en vicariat apostolique de Conakry, prédécesseur de l'actuel archidiocèse de Conakry.
Le 17 novembre 1993, la préfecture est élevée au rang de diocèse, suffragant de l'archidiocèse de Conakry. 
Il est jumelé avec le diocèse de Perpignan.

## Géographie
Le diocèse, d'une superficie de 118 000 km2, a pour siège la cathédrale Notre-Dame-des-Victoires, en la ville de Kankan.

## Liste des évêques
- 17 mars 1950 - 1957 : Maurizio Le Mailloux (préfet apostolique)
- 14 décembre 1958 - 1979 : Jean Coudray (préfet apostolique)
- 17 novembre 1993-6 mai 2003 : Vincent Coulibaly
- 5 janvier 2007 - 1er mars 2021 :  Emmanuel Félémou
- depuis le 20 novembre 2021 : Alexis Aly Tagbino (précédemment évêque auxiliaire de ce diocèse)[3].